# Kiznier (wieś)
Kiznier (ros. Кизнер) – wieś (sieło) w Rosji, w Udmurcji, w rejonie kiznierskim. W 2010 liczyła 1553 mieszkańców.